# Le Gauclair
 (novembre 2016).
Le Gauclair a été un restaurant ouvert sous le Premier Empire, très en vue dans l'entre-deux-guerres, installé 96 rue de Richelieu, à Paris, à côté du quotidien Le Journal, près de l'Opéra-Comique.
Dans Paris à la carte, guide des restaurants des années 1900, il est écrit à destination des touristes britanniques : « one of these, Gauclair's, was founded in 1800, and still flourishes on its old site, especially at the luncheon hour ».
Dans The Gourmet's Guide to Europe il est dit : « If you walk up Restaurant Gauclair to the Rue de Richelieu from the boulevards you come, after a hundred yards Rue St-Marc or so, to what appears to be one of the ordinary Parisian drinking houses. The bar, however, is of marble, and if you look up to the first floor you see an illuminated sign telling that this is the Restaurant Gauclair. Round the corner in the Rue St. Marc is the entrance. There is a small white room on the ground floor, and this is the favourite dining-place. There are three other dining-rooms on the first floor, and a little salon for private parties. The house at meal times is always in a bustle, and resonant with the voices of the waiters shouting orders down speaking-tubes to the cook in the basement. The cookery ot the Gauclair to-day, under M. Maurice, is very much what it must have been when the restaurant was first founded in 1810. It is the good bourgeoise cuisine, everything excellent of its kind. Nor is it likely to deteriorate, for most of its clientele are the gentlemen who drive quills and occasionally wield the epee de combat on behalf of the Temps & the Matin, and other great papers which have their offices in the neighbour-hood. Most of these gentlemen are gastronomes on the highest order ».

## Jean Cocteau
Ce restaurant a été fréquenté par Jean Cocteau, Jean Hugo, Paul Morand et le groupe des Six qui y tenait ses dîners du samedi réunissant  écrivains, musiciens, artistes au fil des années 1919-1922. Le restaurant est évoqué par Paul Morand dans Ouvert la nuit et Fermé la nuit.
Après la Seconde Guerre mondiale, le Gauclair ayant été fermé[Quand ?] et remplacé par un restaurant s'appelant Le Prisonnier (de Reichshoffen, ancien Gauclair), l'endroit est le rendez-vous des journalistes de L'Aurore, le quotidien installé, à la Libération, tout à côté, au 100, rue de Richelieu. « Des gens qui mangeaient à toute heure du jour et de la nuit, et voulaient que ce soit bon. Ce n'était pas la grande cuisine des très grands restaurants, mais on y mangeait de façon fort agréable ».
L'un des plats indiqués au menu et fort prisé était les « tagliatelles à l'alsacienne » (recette de l'ancien Gauclair).
- Recette pour quatre personnes : « un demi-poulet rôti, deux tranches de jambon, une boîte de champignons de Paris, un peu de crème fraîche, un peu de muscade et du fromage râpé. Vous coupez poulet et jambon en petits morceaux, vous faites cuire vos pâtes, quand elles sont prêtes vous mélangez viandes et champignons, vous mettez la crème et la muscade, une couche de fromage râpé et au four pour qu'il fonde ».